# Списак округа Монтане
У савезној држави Монтана постоји 56 округа. У Монтани постоје два здружена града-округа–Анаконда са округом Дир Лоџ и Бјут са округом Силвер Боу. Део Националног парка Јелоустоун који се налази у Монтани није био део ниједног округа све до 1978, када је један његов део номинално ушао у састав округа Галатин, а остатак у округ Парк.
Поштанска скраћеница за Монтану је MT а њен ФИПС државни код је 30.

## Окрузи
ФИПС (Савезни стандард за обраду информација) код, који Влада Сједињених Држава користи за јединствено означавање округа, дат за сваки округ. ФИПС-код за сваки округ представља линк ка подацима Пописног бироа Сједињених Држава, који се тичу тог округа.
| Округ              | ФИПС код &#13; | Седиште округа &#13; | Настао &#13; | Формиран из &#13;                           | Добио име по | Становништво | Површина   | Мапа |
| ------------------ | -------------- | -------------------- | ------------ | ------------------------------------------- | --- | ------------ | ---------- | --- |
| Округ Биверхед     | 001            | Дилон                | 1864         | првобитни округ                             | стени Биверхед у реци Џеферсон која личи глави канадског дабра (енгл. Beaverhead, даброва глава). | 9.202        | 14.356 km2 | [[Слика:Map of Montana highlighting Beaverhead County.svg\|80px\|alt={{{Alt\|Мапа државе са истакнутим округом Биверхед.\|Мапа државе са истакнутим округом Биверхед.]]              |
| Округ Биг Хорн     | 003            | Хардин               | 1913         | округа Роузбад и Округ Јелоустоун (Монтана) | америчком муфлону енгл. Bighorn sheep који настањује ову област. | 12.671       | 12.937 km2 | [[Слика:Map of Montana highlighting Big Horn County.svg\|80px\|alt={{{Alt\|Мапа државе са истакнутим округом Биг Хорн.\|Мапа државе са истакнутим округом Биг Хорн.]]                |
| Округ Блејн        | 005            | Чинук                | 1895         | округа Шото                                 | Џејмсу Г. Блејну (1830 - 1893), државном секретару Сједињених Држава и председничком кандидату. | 7.009        | 10.945 km2 | [[Слика:Map of Montana highlighting Blaine County.svg\|80px\|alt={{{Alt\|Мапа државе са истакнутим округом Блејн.\|Мапа државе са истакнутим округом Блејн.]]                        |
| Округ Бродвотер    | 007            | Таунсенд             | 1897         | округа Џеферсон и Мар                       | Чарлсу А. Бродвотеру (1840 - 1892), једном од првих досељеника у ову област, и пуковнику у Војсци Сједињених Држава. | 4.385        | 3.087 km2  | [[Слика:Map of Montana highlighting Broadwater County.svg\|80px\|alt={{{Alt\|Мапа државе са истакнутим округом Бродвотер.\|Мапа државе са истакнутим округом Бродвотер.]]            |
| Округ Карбон       | 009            | Ред Лоџ              | 1895         | округа Парк и Јелоустоун                    | залихама угља у области. | 9.552        | 5.304 km2  | [[Слика:Map of Montana highlighting Carbon County.svg\|80px\|alt={{{Alt\|Мапа државе са истакнутим округом Карбон.\|Мапа државе са истакнутим округом Карбон.]]                      |
| Округ Картер       | 011            | Икалака              | 1917         | округа Фалон                                | Томасу Хенрију Картеру (1854 - 1911), сенатору из Монтане. | 1.360        | 8.651 km2  | [[Слика:Map of Montana highlighting Carter County.svg\|80px\|alt={{{Alt\|Мапа државе са истакнутим округом Картер.\|Мапа државе са истакнутим округом Картер.]]                      |
| Округ Каскејд      | 013            | Грејт Фолс           | 1887         | округа Шото и Мар                           | Великим водопадима на реци Мисури. | 80.357       | 6.988 km2  | [[Слика:Map of Montana highlighting Cascade County.svg\|80px\|alt={{{Alt\|Мапа државе са истакнутим округом Каскејд.\|Мапа државе са истакнутим округом Каскејд.]]                   |
| Округ Шото         | 015            | Форт Бентон          | 1865         | првобитни округ                             | Жану Пјеру Шотоу (1758 - 1849) и његовом сину Пјеру Шотоу млађем (1789 - 1865), члановима породице која се бавила трговином крзном. | 5.970        | 10.290 km2 | [[Слика:Map of Montana highlighting Chouteau County.svg\|80px\|alt={{{Alt\|Мапа државе са истакнутим округом Шото.\|Мапа државе са истакнутим округом Шото.]]                        |
| Округ Кастер       | 017            | Мајлс Сити           | 1865         | округа Биг Хорн                             | Џорџу Армстронгу Кастеру (1839 - 1876), официру Војске Сједињених Држава | 11.696       | 9.798 km2  | [[Слика:Map of Montana highlighting Custer County.svg\|80px\|alt={{{Alt\|Мапа државе са истакнутим округом Кастер.\|Мапа државе са истакнутим округом Кастер.]]                      |
| Округ Данијелс     | 019            | Скоби                | 1920         | округа Шеридан и Вали                       | Мансфилду Данијелсу, једном од раних ранчера и власника продавнице. | 2.017        | 3.693 km2  | [[Слика:Map of Montana highlighting Daniels County.svg\|80px\|alt={{{Alt\|Мапа државе са истакнутим округом Данијелс.\|Мапа државе са истакнутим округом Данијелс.]]                 |
| Округ Досон        | 021            | Глендајв             | 1865         | неорганизоване територије                   | Ендруу Досону, траперу и мајору у Војсци Сједињених Држава. | 9.059        | 6.146 km2  | [[Слика:Map of Montana highlighting Dawson County.svg\|80px\|alt={{{Alt\|Мапа државе са истакнутим округом Досон.\|Мапа државе са истакнутим округом Досон.]]                        |
| Округ Дир Лоџ      | 023            | Анаконда             | 1864         | првобитни округ                             | Долини Дир Лоџ, која је добила име или по индијанском имену „Колиба белорепог јелена“ или по лизалишту соли где су долазили јелени. | 9.417        | 1.909 km2  | [[Слика:Map of Montana highlighting Deer Lodge County.svg\|80px\|alt={{{Alt\|Мапа државе са истакнутим округом Дир Лоџ.\|Мапа државе са истакнутим округом Дир Лоџ.]]                |
| Округ Фалон        | 025            | Бејкер               | 1913         | округа Кастер                               | Бенџамину О'Фалону, федералном агенту за Индијанце. | 2.837        | 4.196 km2  | [[Слика:Map of Montana highlighting Fallon County.svg\|80px\|alt={{{Alt\|Мапа државе са истакнутим округом Фалон.\|Мапа државе са истакнутим округом Фалон.]]                        |
| Округ Фергус       | 027            | Луистаун             | 1885         | првобитни округ                             | Ендруу Фергусу, једном од првих досељеника у округ. | 11.893       | 11.238 km2 | [[Слика:Map of Montana highlighting Fergus County.svg\|80px\|alt={{{Alt\|Мапа државе са истакнутим округом Фергус.\|Мапа државе са истакнутим округом Фергус.]]                      |
| Округ Флатхед      | 029            | Калиспел             | 1893         | округа Мисула                               | Домородачком народу Флатхед. | 74.471       | 13.206 km2 | [[Слика:Map of Montana highlighting Flathead County.svg\|80px\|alt={{{Alt\|Мапа државе са истакнутим округом Флатхед.\|Мапа државе са истакнутим округом Флатхед.]]                  |
| Округ Галатин      | 031            | Бозман               | 1864         | првобитни округ                             | Алберту Галатину (1791 - 1849), министру финансија Сједињених Држава у време експедиције Луиса и Кларка. | 67.831       | 6.493 km2  | [[Слика:Map of Montana highlighting Gallatin County.svg\|80px\|alt={{{Alt\|Мапа државе са истакнутим округом Галатин.\|Мапа државе са истакнутим округом Галатин.]]                  |
| Округ Гарфилд      | 033            | Џордан               | 1919         | округа Досон                                | Џејмсу А. Гарфилду (1831 - 1881), двадесетом Председнику Сједињених Држава. | 1.279        | 12.090 km2 | [[Слика:Map of Montana highlighting Garfield County.svg\|80px\|alt={{{Alt\|Мапа државе са истакнутим округом Гарфилд.\|Мапа државе са истакнутим округом Гарфилд.]]                  |
| Округ Глејшер      | 035            | Кат Бенк             | 1919         | округа Титон                                | Националном парку Глејшер, који се граничи са округом. | 13.247       | 7.757 km2  | [[Слика:Map of Montana highlighting Glacier County.svg\|80px\|alt={{{Alt\|Мапа државе са истакнутим округом Глејшер.\|Мапа државе са истакнутим округом Глејшер.]]                   |
| Округ Голден Вали  | 037            | Рајгејт              | 1920         | округа Маселшел и Свит Грас                 | вероватно у промотивне сврхе, како би се привукли досељеници (енгл. Golden Valley, Златна долина). | 1.042        | 3.043 km2  | [[Слика:Map of Montana highlighting Golden Valley County.svg\|80px\|alt={{{Alt\|Мапа државе са истакнутим округом Голден Вали.\|Мапа државе са истакнутим округом Голден Вали.]]     |
| Округ Гранит       | 039            | Филипсбург           | 1893         | округа Дир Лоџ и Мисула                     | врху Гранит, највишој тачци у Монтани на ком се такође налазио рудник сребра који се звао „Гранит“. | 2.830        | 4.475 km2  | [[Слика:Map of Montana highlighting Granite County.svg\|80px\|alt={{{Alt\|Мапа државе са истакнутим округом Гранит.\|Мапа државе са истакнутим округом Гранит.]]                     |
| Округ Хил          | 041            | Хавер                | 1912         | округа Шото                                 | Џејмсу Џ. Хилу (1838 - 1916), железничком тајкуну. | 16.673       | 7.501 km2  | [[Слика:Map of Montana highlighting Hill County.svg\|80px\|alt={{{Alt\|Мапа државе са истакнутим округом Хил.\|Мапа државе са истакнутим округом Хил.]]                              |
| Округ Џеферсон     | 043            | Болдер               | 1864         | првобитни округ                             | Томасу Џеферсону (1743 - 1826), трећем председнику Сједињених Држава | 10.049       | 4.292 km2  | [[Слика:Map of Montana highlighting Jefferson County.svg\|80px\|alt={{{Alt\|Мапа државе са истакнутим округом Џеферсон.\|Мапа државе са истакнутим округом Џеферсон.]]               |
| Округ Џудит Бејсин | 045            | Станфорд             | 1920         | округа Каскејд и Фергус                     | реци Џудит, којој је име дао Вилијам Кларк по Џулији „Џудит“ Ханкок, са којом се касније оженио. | 2.329        | 4.843 km2  | [[Слика:Map of Montana highlighting Judith Basin County.svg\|80px\|alt={{{Alt\|Мапа државе са истакнутим округом Џудит Бејсин.\|Мапа државе са истакнутим округом Џудит Бејсин.]]    |
| Округ Лејк         | 047            | Полсон               | 1923         | округа Флатхед и Мисула                     | језеру Флатхед | 26.507       | 3.869 km2  | [[Слика:Map of Montana highlighting Lake County.svg\|80px\|alt={{{Alt\|Мапа државе са истакнутим округом Лејк.\|Мапа државе са истакнутим округом Лејк.]]                            |
| Округ Луис и Кларк | 049            | Хелена               | 1864         | првобитни округ                             | Мериведеру Луису и Вилијаму Кларку, чувеним истраживачима. | 55.716       | 8.964 km2  | [[Слика:Map of Montana highlighting Lewis and Clark County.svg\|80px\|alt={{{Alt\|Мапа државе са истакнутим округом Луис и Кларк.\|Мапа државе са истакнутим округом Луис и Кларк.]] |
| Округ Либерти      | 051            | Честер               | 1920         | округа Шото и Хил                           | осећању становника округа, у доба формирања (убрзо након Првог светског рата). | 2.158        | 3.704 km2  | [[Слика:Map of Montana highlighting Liberty County.svg\|80px\|alt={{{Alt\|Мапа државе са истакнутим округом Либерти.\|Мапа државе са истакнутим округом Либерти.]]                   |
| Округ Линколн      | 053            | Либи                 | 1909         | округа Флатхед                              | Абрахаму Линколну (1809 - 1865), шеснаестом председнику Сједињених Држава | 18.837       | 9.358 km2  | [[Слика:Map of Montana highlighting Lincoln County.svg\|80px\|alt={{{Alt\|Мапа државе са истакнутим округом Линколн.\|Мапа државе са истакнутим округом Линколн.]]                   |
| Округ Макон        | 055            | Серкл                | 1919         | округа Досон и Ричланд                      | Џорџу Макону, сенатору из Монтане који је помогао да се оснује округ. | 1.977        | 6.845 km2  | [[Слика:Map of Montana highlighting McCone County.svg\|80px\|alt={{{Alt\|Мапа државе са истакнутим округом Макон.\|Мапа државе са истакнутим округом Макон.]]                        |
| Округ Медисон      | 057            | Вирџинија Сити       | 1864         | првобитни округ                             | Џејмсу Медисону (1751 - 1836), четвртом председнику Сједињених Држава и државном Секретару у доба експедиције Луиса и Кларка | 6.851        | 9.290 km2  | [[Слика:Map of Montana highlighting Madison County.svg\|80px\|alt={{{Alt\|Мапа државе са истакнутим округом Медисон.\|Мапа државе са истакнутим округом Медисон.]]                   |
| Округ Мар          | 059            | Вајт Салфур Спрингс  | 1867         | округа Шото и Галатин                       | Томасу Франсису Мару (1823 - 1867), вршиоцу дужности гувернера Територије Монтана. | 1.932        | 6.195 km2  | [[Слика:Map of Montana highlighting Meagher County.svg\|80px\|alt={{{Alt\|Мапа државе са истакнутим округом Мар.\|Мапа државе са истакнутим округом Мар.]]                           |
| Округ Минерал      | 061            | Супириор             | 1914         | округа Мисула                               | бројним рудницима у округу. | 3.884        | 3.160 km2  | [[Слика:Map of Montana highlighting Mineral County.svg\|80px\|alt={{{Alt\|Мапа државе са истакнутим округом Минерал.\|Мапа државе са истакнутим округом Минерал.]]                   |
| Округ Мисула       | 063            | Мисула               | 1864         | првобитни округ                             | вероватно скраћено од речи племена Флатхед „im-i-sul-e-etiku“, што значи „код или близу места страја од заседе“, што се односи на кањон Хел гејт („врата пакла“)у коме су припаднике племена Флатхед некада у заседи сачекивали припадници племена Блекфут. | 108,623      | 6.729 km2  | [[Слика:Map of Montana highlighting Missoula County.svg\|80px\|alt={{{Alt\|Мапа државе са истакнутим округом Мисула.\|Мапа државе са истакнутим округом Мисула.]]                    |
| Округ Маселшел     | 065            | Раундап              | 1911         | округа Фергус, Мар и Јелоустоун             | реци Маселшел, која је добила име током Експедиције Луиса и Кларка, вероватно по шкољкама нађеним на њеним обалама. | 4.497        | 4.836 km2  | [[Слика:Map of Montana highlighting Musselshell County.svg\|80px\|alt={{{Alt\|Мапа државе са истакнутим округом Маселшел.\|Мапа државе са истакнутим округом Маселшел.]]             |
| Округ Парк         | 067            | Ливингстон           | 1887         | округа Галатин                              | оближњем Националном парку Јелоустоун. | 15.694       | 6.879 km2  | [[Слика:Map of Montana highlighting Park County.svg\|80px\|alt={{{Alt\|Мапа државе са истакнутим округом Парк.\|Мапа државе са истакнутим округом Парк.]]                            |
| Округ Петролијум   | 069            | Винет                | 1926         | округа Фергус                               | производњи нафте код Кет Крика. | 493          | 4.284 km2  | [[Слика:Map of Montana highlighting Petroleum County.svg\|80px\|alt={{{Alt\|Мапа државе са истакнутим округом Петролијум.\|Мапа државе са истакнутим округом Петролијум.]]           |
| Округ Филипс       | 071            | Малта                | 1915         | округа Блејн и Вали                         | Б. Д. Филипсу, највећем ранчеру и једном од првих насељеника округа. | 4.601        | 13.313 km2 | [[Слика:Map of Montana highlighting Phillips County.svg\|80px\|alt={{{Alt\|Мапа државе са истакнутим округом Филипс.\|Мапа државе са истакнутим округом Филипс.]]                    |
| Округ Пондера      | 073            | Конрад               | 1919         | округа Шото и Титон                         | првобитно pend d'oreille, француски назив који значи „минђуша“; име је промењено у облик који подсећа на фонетски запис како би се избегла забуна са језером и градом истог имена у Ајдаху и округом у Вашингтону.                                        | 6.424        | 4.209 km2  | [[Слика:Map of Montana highlighting Pondera County.svg\|80px\|alt={{{Alt\|Мапа државе са истакнутим округом Пондера.\|Мапа државе са истакнутим округом Пондера.]]                   |
| Округ Паудер Ривер | 075            | Бродус               | 1919         | округа Кастер                               | реци Паудер, која је добила име по песку налик на барут на њеним обалама. | 1.858        | 8.539 km2  | [[Слика:Map of Montana highlighting Powder River County.svg\|80px\|alt={{{Alt\|Мапа државе са истакнутим округом Паудер Ривер.\|Мапа државе са истакнутим округом Паудер Ривер.]]    |
| Округ Пауел        | 077            | Дир Лоџ              | 1901         | округа Дир Лоџ                              | Планини Пауел, која је добила име по Џону Веслију Пауелу (1834 - 1902), једном од првих заштитника животне средине и истраживачу. | 7.180        | 6.024 km2  | [[Слика:Map of Montana highlighting Powell County.svg\|80px\|alt={{{Alt\|Мапа државе са истакнутим округом Пауел.\|Мапа државе са истакнутим округом Пауел.]]                        |
| Округ Прери        | 079            | Тери                 | 1915         | округа Досон и Фалон                        | положају округа у Великим равницама (енгл. prairie, прерија) | 1.199        | 4.499 km2  | [[Слика:Map of Montana highlighting Prairie County.svg\|80px\|alt={{{Alt\|Мапа државе са истакнутим округом Прери.\|Мапа државе са истакнутим округом Прери.]]                       |
| Округ Равали       | 081            | Хамилтон             | 1893         | округа Мисула                               | Ентонију Равалију (1812 - 1884), језуитском мисионару који је дошао у ову област 1845. | 36.070       | 6.200 km2  | [[Слика:Map of Montana highlighting Ravalli County.svg\|80px\|alt={{{Alt\|Мапа државе са истакнутим округом Равали.\|Мапа државе са истакнутим округом Равали.]]                     |
| Округ Ричланд      | 083            | Сидни                | 1914         | округа Досон                                | назван како би се описало плодно земљиште у покушају да се привуку досељеници (енгл. richland, богата земља). | 9.667        | 5.398 km2  | [[Слика:Map of Montana highlighting Richland County.svg\|80px\|alt={{{Alt\|Мапа државе са истакнутим округом Ричланд.\|Мапа државе са истакнутим округом Ричланд.]]                  |
| Округ Рузвелт      | 085            | Вулф Појнт           | 1919         | округа Шеридан                              | Теодору Рузвелту (1858 - 1919), двадесет шестом председнику Сједињених Држава. | 10.620       | 6.102 km2  | [[Слика:Map of Montana highlighting Roosevelt County.svg\|80px\|alt={{{Alt\|Мапа државе са истакнутим округом Рузвелт.\|Мапа државе са истакнутим округом Рузвелт.]]                 |
| Округ Роузбад      | 087            | Форсајт              | 1901         | округа Кастер                               | реци Роузбад, која је добила име по бројним дивљим ружама које расту на њеним обалама. | 9.383        | 12.981 km2 | [[Слика:Map of Montana highlighting Rosebud County.svg\|80px\|alt={{{Alt\|Мапа државе са истакнутим округом Роузбад.\|Мапа државе са истакнутим округом Роузбад.]]                   |
| Округ Сандерс      | 089            | Томпсон Фолс         | 1905         | округа Мисула                               | Вилбуру Фиску Сандерсу (1834 - 1905), досељенику-пиониру, осветнику и сенатору из Монтане. | 10.227       | 7.154 km2  | [[Слика:Map of Montana highlighting Sanders County.svg\|80px\|alt={{{Alt\|Мапа државе са истакнутим округом Сандерс.\|Мапа државе са истакнутим округом Сандерс.]]                   |
| Округ Шеридан      | 091            | Плентивуд            | 1913         | округа Вали                                 | Филипу Шеридану (1831 - 1888), генералу из доба Грађанског рата. | 4.105        | 4.343 km2  | [[Слика:Map of Montana highlighting Sheridan County.svg\|80px\|alt={{{Alt\|Мапа државе са истакнутим округом Шеридан.\|Мапа државе са истакнутим округом Шеридан.]]                  |
| Округ Силвер Боу   | 093            | Бјут                 | 1881         | округа Дир Лоџ                              | потоку Силвер Боу, за који постоји више теорија како је добио име. | 34.606       | 1.860 km2  | [[Слика:Map of Montana highlighting Silver Bow County.svg\|80px\|alt={{{Alt\|Мапа државе са истакнутим округом Силвер Боу.\|Мапа државе са истакнутим округом Силвер Боу.]]          |
| Округ Стилвотер    | 095            | Коламбус             | 1913         | округа Карбон, Свит Грас и Јелоустоун       | реци Стилвотер, иронично названој због њене врло брзе струје (енгл. Stillwater, мирна вода). | 8.195        | 4.649 km2  | [[Слика:Map of Montana highlighting Stillwater County.svg\|80px\|alt={{{Alt\|Мапа државе са истакнутим округом Стилвотер.\|Мапа државе са истакнутим округом Стилвотер.]]            |
| Округ Свит Грас    | 097            | Биг Тимбер           | 1895         | округа Мар, Парк и Јелоустоун               | распрострањеној слаткој трави (Hierochloe odorata) у округу (енгл. sweet grass, слатка трава). | 3.609        | 4.804 km2  | [[Слика:Map of Montana highlighting Sweet Grass County.svg\|80px\|alt={{{Alt\|Мапа државе са истакнутим округом Свит Грас.\|Мапа државе са истакнутим округом Свит Грас.]]           |
| Округ Титон        | 099            | Шото                 | 1893         | округа Шото                                 | планинском ланцу Титон, који је добио име по француској речи за дојку. | 6.445        | 5.887 km2  | [[Слика:Map of Montana highlighting Teton County.svg\|80px\|alt={{{Alt\|Мапа државе са истакнутим округом Титон.\|Мапа државе са истакнутим округом Титон.]]                         |
| Округ Тул          | 101            | Шелби                | 1914         | округа Хил и Титон                          | Џозефу Тулу (1851 - 1929), првом и четвртом гувернеру Монтане | 5.267        | 4.949 km2  | [[Слика:Map of Montana highlighting Toole County.svg\|80px\|alt={{{Alt\|Мапа државе са истакнутим округом Тул.\|Мапа државе са истакнутим округом Тул.]]                             |
| Округ Трежур       | 103            | Хишам                | 1919         | округа Роузбад                              | назван промотивно како би привукао досељенике (енгл. treasure, благо, богатство). | 861          | 2.536 km2  | [[Слика:Map of Montana highlighting Treasure County.svg\|80px\|alt={{{Alt\|Мапа државе са истакнутим округом Трежур.\|Мапа државе са истакнутим округом Трежур.]]                    |
| Округ Вали         | 105            | Глазгоу              | 1893         | округа Досон                                | Већи део округа лежи у долини реке Милк (енгл. valley, долина). | 7.675        | 12.745 km2 | [[Слика:Map of Montana highlighting Valley County.svg\|80px\|alt={{{Alt\|Мапа државе са истакнутим округом Вали.\|Мапа државе са истакнутим округом Вали.]]                          |
| Округ Витланд      | 107            | Харлоутон            | 1917         | округа Мар и Свит Грас                      | бројним пољима пшенице у округу (енгл. wheat, пшеница). | 2.259        | 3.686 km2  | [[Слика:Map of Montana highlighting Wheatland County.svg\|80px\|alt={{{Alt\|Мапа државе са истакнутим округом Витланд.\|Мапа државе са истакнутим округом Витланд.]]                 |
| Округ Вибо         | 109            | Вибо                 | 1914         | округа Досон, Фалон и Ричланд               | Пјеру Вибоу (1858 - 1913), досељенику-пиониру и сточару. | 1.068        | 2.302 km2  | [[Слика:Map of Montana highlighting Wibaux County.svg\|80px\|alt={{{Alt\|Мапа државе са истакнутим округом Вибо.\|Мапа државе са истакнутим округом Вибо.]]                          |
| Округ Јелоустоун   | 111            | Билингс              | 1893         | округа Кастер                               | The реци Јелоустоун, која је опет добила име по жутом камењу које се налази дуж њених обала (енгл. Yellowstone, жути камен). | 144,797      | 6.825 km2  | [[Слика:Map of Montana highlighting Yellowstone County.svg\|80px\|alt={{{Alt\|Мапа државе са истакнутим округом Јелоустоун.\|Мапа државе са истакнутим округом Јелоустоун.]]         |

## Укинути округ
- Национални парк Јелоустоун (1872–1978)